# Candy (canção de Foxy Brown)
"Candy" é o último single do terceiro álbum Broken Silence da rapper americana Foxy Brown, o single conta com a participação da cantora Kelis.

## Sobre
"Candy" foi lançado oficialmente em 21 de agosto de 2001 nos Estados Unidos. A letra original da canção eram mais provocadoras do que a edição do álbum. A gravadora depois removeu todos os palavrões a partir do registro, tornando-se a única música censurada no álbum Silence Broken.
O single teve um sucesso limitado, considerado pelo fato de que ele não possuía um videoclipe ainda, ele conseguiu alcançar a 48° posição sobre o R&B/Hip-Hop Singles & Track Chart, e em 10° posição nas paradas de rap, embora tenha a Billboard Hot 100. "Candy" é a mais alta canção traçado do álbum Broken Silence. A canção também foi destaque em muitas trilhas sonoras. Houve um rumor de que Foxy Brown não queria promover o registro da canção, pois segundo ela, não queria promover um som popular, mas este rumor é infundado.

## Faixas
- CD single[3]

1. "Candy" (Radio Edit)
2. "Candy" (LP Version)
3. "Candy" (Instrumental)
4. "730" (Radio Edit)
5. "730" (LP Version)
6. "730" (Instrumental)